# Ketton
Ketton – wieś w Anglii, w hrabstwie Rutland. Leży nad rzeką Chater, 14 km na wschód od miasta Oakham i 129 km na północ od Londynu. W 2001 miejscowość liczyła 1666 mieszkańców.